# Lucien Musset

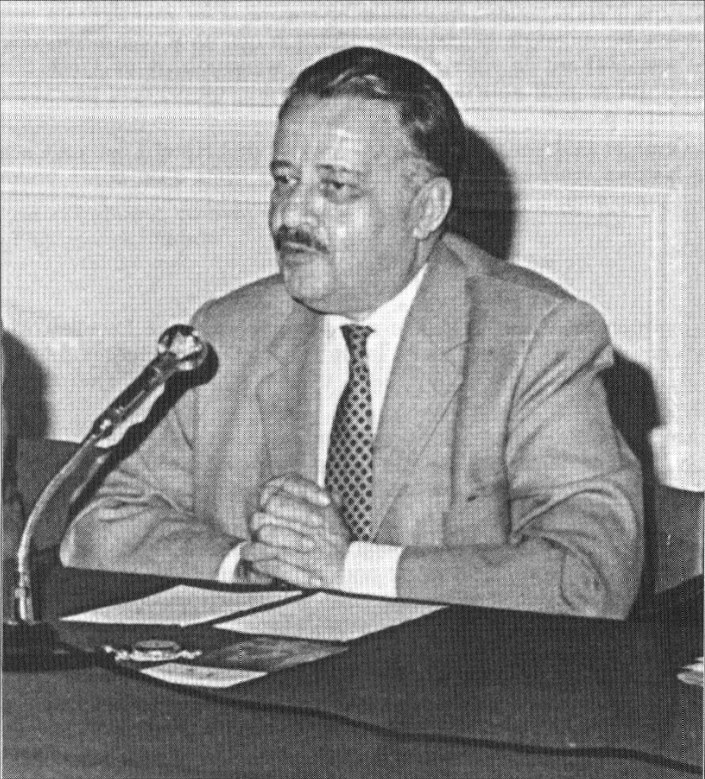
Lucien Musset

Lucien Musset (* 26. August 1922 in Rennes; † 15. Dezember 2004 in Caen) war ein französischer Historiker.
Als Professor an der Universität Caen war er korrespondierendes Mitglied der Académie des inscriptions et belles-lettres. Sein umfangreiches Werk behandelt vor allem die Geschichte des Herzogtums Normandie und der Wikinger. 

## Hauptwerke
- Les Invasions: les vagues germaniques, Paris, Presses universitaires de France, 1965
- Les Invasions; le second assaut contre l'Europe chrétienne (VIIe-XIe siècles), Paris, Presses universitaires de France, 1965
- Nordica et normannica : recueil d'études sur la Scandinavie ancienne et médiévale, les expéditions des Vikings et la fondation de la Normandie, Paris, Société des études nordiques, 1997
- Naissance de la Normandie, in: Michel de Bouärd (Hrsg.), Histoire de la Normandie, Privat, Toulouse, 1970, S. 75–129 (ISBN 2-7089-1707-2)

## Weitere Werke
- Abbayes normandes: exposition itinérante, Lafond, Caen 1979
- Angleterre romane: le sud de l'Angleterre, Zodiaque, La Pierre-qui-Vire 1983
- Aspects de la société et de l'économie dans la Normandie médiévale: Xe-XIIIe siècles, Annales de Normandie, Caen 1988
- Aspects du monachisme en Normandie: actes du Colloque scientifique de l'"Année des abbayes normandes", Caen, 18-20 octobre 1979 / {IVe-XVIIIe siècles : Colloque scientifique de l'"Année des abbayes normandes" (1979 : Caen, France), J. Vrin, Paris 1982
- Autour du pouvoir ducal normand, Xe-XIIe siècles, Annales de Normandie, Caen 1985
- Caen, Ville d'art. La rue froide, "Art de Basse-Normandie", Caen 1970
- Caen, Ville d'art : Calvados (14), S.A.E.P., Colmar-Ingersheim 1971
- De l’Antiquité au monde médiéval, Presses Universitaires de France, Paris 1972
- Gouvernés et gouvernants dans le monde scandinave et dans le monde normand (XIe-XIIe siècles)., in: Recueils de la Société Jean Bodin 23, 1968, p. 439–468.
- Introduction à la runologie, Aubier-Montaigne, Paris 1965
- La Tapisserie de Bayeux : œuvre d'art et document historique, Saint-Léger-Vauban, Zodiaque 1989 und 2002
- L'Abbaye de St.-André-en-Gouffern (Calvados), C.R.D.P., Rouen 1979
- Le Lycée Malherbe ; notice historique publiée à l'occasion du cent-cinquantenaire, Caron, Caen 1956
- Les Actes de Guillaume le Conquérant et de la reine Mathilde pour les abbayes caennaises, Caron, Caen 1967
- Les évêques normands envisagés dans le cadre européen (Xe-XIIe siècles), in: Les évêques normands du XIe siècle, Caen 1995, S. 53–65
- Les Peuples scandinaves au Moyen Âge, Paris, Presses universitaires de France, 1951
- Normandie romane 1. La Basse Normandie, Zodiaque, La Pierre-qui-vire 1967
- Normandie romane 2. La Haute-Normandie, Zodiaque, Léger-Vauban 1974
- Origines et nature du pouvoir ducal en Normandie jusqu'au milieu de XIe siècle in: Les Principautés au Moyen Âge, communications du Congrès de Bordeaux en 1973,  Société des Historiens Médiévistes, Bordeaux 1979, S. 47–59
- Prieuré de Perrières: abbayes et prieurés de Normandie, C.R.D.P., Rouen 1978
- Propos d'un historien sur l'ancien Caen, Impr. régionale, Caen
- Recherches sur l'art pré-roman, C.R.D.P., Rouen 1979

| Personendaten    | Personendaten            |
| ---------------- | ------------------------ |
| NAME             | Musset, Lucien           |
| KURZBESCHREIBUNG | französischer Historiker |
| GEBURTSDATUM     | 26. August 1922          |
| GEBURTSORT       | Rennes                   |
| STERBEDATUM      | 15. Dezember 2004        |
| STERBEORT        | Caen                     |